# YooA
Yoo Shi-ah (koreanisch 유시아, geboren am 17. September 1995 in Seoul), besser bekannt unter ihrem Künstlernamen YooA (koreanisch 유아), ist eine südkoreanische Sängerin, Entertainerin und Model. Sie ist Mitglied der südkoreanischen Girlgroup Oh My Girl.

## Biografie

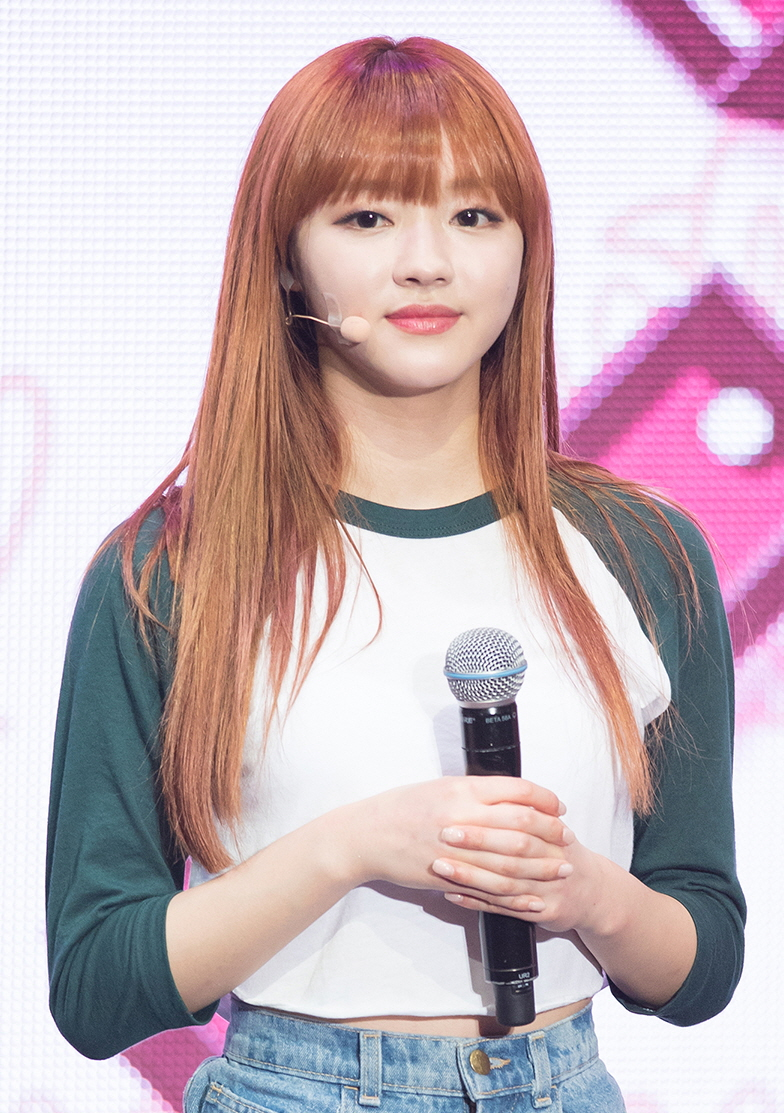
YooA im März 2016

YooA wurde in Südkorea mit dem Namen Yoo Yeon-joo (koreanisch 유연주) geboren. Mit dem Debüt von Oh My Girl änderte sie ihren Vornamen von Yeon-joo in Shi-ah. Ihr Vorname Shi-ah bedeutet „gerechter Mensch“. Sie hat einen um 1 Jahr älteren Bruder, Yoo Jun-sun. Er ist Tänzer, Choreograf und Tanzlehrer im 1MILLION Dance Studio in Seoul sowie Mitglied von YGX bei „Street Man Fighter“.
YooA besuchte die Jangpyeong Middle School und die Heasung International Convention High School. Sie erhielt seit 2014 ihre Ausbildung als Trainee bei WM Entertainment. YooA absolvierte die Sejong-Universität (Abteilung für angewandten Tanz des globalen Wissensfortbildungsprogramms). Vor ihrem Debüt besuchte sie die Hongyoungjoo Dance Academy.
Der mit WM Entertainment abgeschlossene Exklusivvertrag wurde von YooA am 8. Mai 2025 nicht verlängert und sie verließ WM Entertainment als ihre bisherige Agentur. Am 2. Juni unterschrieb YooA einen Exklusivvertrag bei Saram Entertainment, um als Schauspielerin zu agieren.

### Karriere als Sängerin
Am 20. April 2015 debütierte YooA als Mitglied von Oh My Girl.
Das SBS-Musikprojekt Inkigayo Music Crush Part 2 kreierte die Projektgruppe Sunny Girls. YooA war Mitglied dieser Gruppe. Die Gruppe hatte mit der Single Taxi drei Auftritte bei Inkigayo am 20. November, am 4. und 11. Dezember 2016 sowie am 26. Dezember 2016 beim Musikfestival SBS Gayo Daejeon. Die Single wurde am 27. November 2016 digital auf Streaming-Plattformen und YouTube veröffentlicht.
Am 2. Mai 2018 veröffentlichte YooA die digitale Single Morning Call. Am 4. Mai 2018 wurde das Musikvideo Morning Call auf YouTube eingestellt.
Als Solistin debütierte YooA am 7. September 2020 mit ihrem ersten Mini-Album Bon Voyage. Mit dem Titelsong Bon Voyage siegte sie am 15. September 2020 in der Musikshow „The Show“. Am 25. September 2020 wurde YooAs Musikvideo Rocket To The Moon (OST zum Netflix Animationsfilm Over The Moon) auf YouTube veröffentlicht. Am 10. Oktober 2020 trat sie beim Asia Song Festival mit ihrem Song Bon Voyage auf.
Am 14. November 2022 erschien ihr zweites Mini-Album Selfish. Am 22. November 2022 gewann sie „The Show“ mit ihrem neuen Song Selfish. Im Musikvideo U Sometime des US-amerikanischen Singer-Songwriters John K erzählt YooA die mit englischem und koreanischem Text eingeblendete Einleitung im Video auf Koreanisch. Das Musikvideo wurde am 14. Dezember 2022 auf YouTube veröffentlicht.
Am 13. Oktober 2023 wurde die Single Falling for me digital auf Musikplattformen und auf YouTube veröffentlicht.
YooA veröffentlicht auf YouTube auch eigene Dance-Cover, unter anderem Sucker (von Jonas Brothers), Boy with Luv (von BTS), Lights Up (von Harry Styles).
Am 27. Februar 2024 gab WM Entertainment bekannt, dass YooA im März ihr erstes Single-Album veröffentlichen würde. Am 14. März 2024 erschien das digitale Single-Album Borderline mit dem Titelsong Rooftop auf Musikplattformen und das Musikvideo Rooftop auf YouTube. Am gleichen Tag stellte YooA ihren Titelsong in der Musikshow „M Countdown“ vor.
Am 8. Mai 2025 gab WM Entertainment bekannt, dass YooA ihren Exklusivvertrag nicht verlängert und WM Entertainment als ihre bisherige Agentur verlassen hätte. Sie würde jedoch als Mitglied in der Girlgroup verbleiben und an allen zukünftigen Aktivitäten von Oh My Girl beteiligt sein. YooA ist vorerst (Stand 8. Mai 2025) nicht als Solistin tätig.

### Karriere als Schauspielerin
Am 2. Juni 2025 gab Saram Entertainment bekannt, dass YooA ihre erste Rolle im Film „Project Y“ (Arbeitstitel) erhält.

### Karriere als Entertainerin
Von Mai bis Juni 2017 nahm YooA an der Reality-Fernsehshow Idol Drama Operation Team teil, die vom 26. Juni bis 3. Juli 2017 auf KBS gesendet wurde. Sieben Mitglieder aus verschiedenen Girlgroups betätigten sich darin als Drehbuchautoren. Als Resultat dieser Serie entstand die Projektgruppe Girls Next Door mit YooA, Moonbyul (von Mamamoo), Seulgi (Red Velvet), D.ana (Sonamoo), Kim So-hee (I.B.I), Sujeong (Lovelyz) und Jeon So-mi (I.O.I). Girls Next Door debütierten am 14. Juli 2017 in der Musikshow Music Bank mit dem Titel Deep Blue Eyes.
Am 8. Dezember 2019 nahm Yooa an der SBS Varieté-Show Running Man teil.
2020 nahm YooA an Mnets Hip-Hop-Reality-Musikshow Good Girl: Who Robbed the Broadcasting Station teil. Sie performte gemeinsam mit Mimi den Song Checkmate. YooA nahm auch an der mehrteiligen Reality-Show Running Girls von Mnet teil, die ab 9. Dezember 2020 gesendet wurde.
KBS2 sendete ab dem 15. Oktober 2022 die Reality-Reiseshow Battle Trip Season 2, an der YooA ebenfalls mitwirkte.

### Karriere als Model
YooA wurde als Model für Fotoserien in folgenden Magazinen gebucht:
- Cosmopolitan (deutsche Frauenzeitschrift), Ausgabe Juni 2018[51]
- THE BIG ISSUE Korea (südkoreanisches Lifestyle-Magazin), Ausgabe April 2020[52][53]
- allure (südkoreanisches Modemagazin), Ausgabe Oktober 2020[54][55]
- DAZED (englisches Lifestyle-Magazin), Ausgabe Oktober 2020[56]
- GQ (südkoreanisches Lifestyle-Magazin), Ausgabe November 2020[57][58]
- Esquire Korea (US-amerikanisches Männermagazin), Ausgabe Februar 2021[59][60][61]
- THE STAR (südkoreanisches Star-Magazin), Ausgabe September 2021[62][63] mit Online-Interview auf YouTube[64]
- Marie Claire (französische Frauenzeitschrift), Ausgabe Oktober 2021[65]
- ELLE Korea (südkoreanisches Lifestyle-Magazin), Ausgabe Oktober 2022[66]
- allure, Ausgabe März 2024[67]
- Marie Claire, Ausgabe Mai 2024[68]
- Singles (südkoreanisches Lifestyle-Magazin), Ausgabe April 2025 (mit Interview, mit Oh My Girl)[69]

### Karriere als Werbemodel
Im November 2019 warb YooA für die Kosmetikserie Holiday Limited Edition der New Yorker Kosmetik-Firma Kiehl’s in Seoul. Die südkoreanische Kosmetikmarke CLIO startete mit ihrem neuen Werbemodel YooA am 15. November 2019 ihre Werbekampagne. Am 3. Dezember 2019 wurde der zugehörige Werbespot auf YouTube veröffentlicht.
Am 21. September 2021 stellte die südkoreanische Kosmetikmarke Too Faced ihre neue Kampagne mit YooA als Werbeträger vor. Im Oktober 2021 wurde YooA von der britischen Kosmetikfirma Charlotte Tilbury Beauty als Werbemodel ausgewählt.
Im Juni 2022 wurde YooA zum neuen Werbemodel der britischen Modemarke AllSaints ernannt.

## Diskografie

### EPs
| Jahr | Titel Musiklabel            | Höchstplatzierung, Gesamtwochen, AuszeichnungChartsChartplatzierungen (Jahr, Titel, Musiklabel, Platzierungen, Wochen, Auszeichnungen, Anmerkungen) | Anmerkungen                             |
| Jahr | Titel Musiklabel            | KR | Anmerkungen                             |
| ---- | --------------------------- | --- | --------------------------------------- |
| 2020 | Bon Voyage WM Entertainment | KR3 (7 Wo.)KR | Erstveröffentlichung: 7. September 2020 |
| 2022 | Selfish WM Entertainment    | KR14 (4 Wo.)KR | Erstveröffentlichung: 14. November 2022 |

### Single-Alben
| Jahr | Titel Musiklabel            | Höchstplatzierung, Gesamtwochen, AuszeichnungChartsChartplatzierungen (Jahr, Titel, Musiklabel, Platzierungen, Wochen, Auszeichnungen, Anmerkungen) | Anmerkungen                         |
| Jahr | Titel Musiklabel            | KR | Anmerkungen                         |
| ---- | --------------------------- | --- | ----------------------------------- |
| 2024 | Borderline WM Entertainment | KR20 (5 Wo.)KR | Erstveröffentlichung: 14. März 2024 |

### Singles
| Jahr | Titel Album                       | Höchstplatzierung, Gesamtwochen, AuszeichnungChartsChartplatzierungen (Jahr, Titel, Album, Platzierungen, Wochen, Auszeichnungen, Anmerkungen) | Anmerkungen                       |
| Jahr | Titel Album                       | KR | Anmerkungen                       |
| ---- | --------------------------------- | --- | --------------------------------- |
| 2018 | Morning Call                      | — | Erstveröffentlichung: 2. Mai 2018 |
| 2020 | Bon Voyage (숲의 아이) Bon Voyage | KR44 (7 Wo.)KR | Erstveröffentlichung: 2020        |
| 2022 | Selfish                           | KR184 (1 Wo.)KR | Erstveröffentlichung: 2022        |

Weitere Singles
- 2022: Lay Low
- 2022: Melody
- 2024: Rooftop

### Musikvideos
- 2016: Taxi (mit Sunny Girls)[17]
- 2017: Deep Blue Eyes (mit Girls Next Door)[44]
- 2018: Morning Call[19]
- 2020: Bon Voyage[76]
- 2020: Rocket To The Moon[23]
- 2022: Bon Voyage (Asia Music Festival)[25]
- 2022: Selfish[77]
- 2022: U Sometime (Einleitung)[30]
- 2023: Falling for me[32]
- 2024: Rooftop[41]

## Filmografie
Sendungen
- 2017: Idol Drama Operation Team
- 2018: King of Mask Singer
- 2018: Food Diary
- 2020: Running Girls
- 2022: Fantastic Family